# Грушеваха
Грушеваха (укр. Грушуваха), село, 
Грушевахский сельский совет,
Изюмский район,
Харьковская область.
Код КОАТУУ — 6320482001. Население по переписи 2001 г. составляет 860 (387/473 м/ж) человек.
Административный центр Грушевахского сельского совета, в который, кроме того, входит село
Степок.

## Географическое положение
Село Грушеваха находится на правом берегу канала Днепр-Донбасс, в месте, где для этого используется русло реки Берека, есть мост.
На северо-востоке заболоченные луга с озёрами.
Село пересекает балка Широкая, по которой протекает пересыхающий ручей.
Рядом проходят автомобильные дороги Т-2109, Т-2110.

## История
- Курганные погребения ямной культуры (вторая половина III тыс. до н.э.).
- 1786 - дата первого упоминания с. Грушеваха[1].

## Экономика
- В селе есть несколько молочно-товарных, свино-товарная и птице-товарная фермы.

## Культура
- Школа
- Клуб

## Достопримечательности
- Братская могила советских воинов и Памятный знак воинам-односельчанам.

## Религия
- Свято-Николаевский храм.